# Janusz Grenda
Janusz Grenda (ur. 28 maja 1951 w Kaliszu) – polski aktor teatralny.
W 1974 ukończył studia na PWSFTviT w Łodzi. W 2001 odznaczony Srebrnym Krzyżem Zasługi. Od 2006 pracuje w Teatrze Nowym w Poznaniu. Wcześniej był związany m.in. z Teatrem im. Wojciecha Bogusławskiego w Kaliszu i Teatrem Polskim w Poznaniu.

## Wybrana filmografia
- 1981: Vabank
- 1991: Pogranicze w ogniu (odc. 21)[2]